# Nastojaščee Vremja
Nastojaščee Vremja è un canale televisivo in lingua russa con una redazione a Praga, creato dalla società di media Radio Free Europe con la partecipazione di Voice of America. Il canale è finanziato da sovvenzioni del Congresso degli Stati Uniti attraverso la United States Agency for Global Media. La trasmissione ufficiale 24 ore su 24 è iniziata il 7 febbraio 2017. Disponibile su cavo, satellite e piattaforme digitali.

## Storia
Il 14 ottobre 2014, con la crescita della crisi politica e militare in Ucraina, Radio Free Europe e Voice of America hanno lanciato un programma quotidiano di trenta minuti Nastojaščee Vremja (Current Time). Nell'ottobre 2016 il progetto si è ampliato e ha iniziato a operare come canale televisivo. Il produttore esecutivo Kenan Aliyev ha dichiarato in un'intervista a Reuters: "Crediamo che il nostro canale sia obiettivo ed equilibrato, servirà come alternativa alla disinformazione e alle bugie che a volte vediamo nelle pubblicazioni statali russe". Secondo Glenn Cates, Chief Editor of Digital Broadcasting at Present Time, il team è stato ispirato dalla crescente popolarità dei brevi video di Facebook offerti da media come BuzzFeed e Al Jazeera. Secondo il direttore del progetto mediatico Daisy Sindelar, la copertura potenziale del canale è di 3,5 milioni di famiglie in diversi paesi.
Il 13 novembre 2017, il canale televisivo Russia Today è stato registrato negli Stati Uniti come agente straniero. Già il 15 novembre il Ministero della Giustizia russo ha minacciato di limitare le attività del canale Nastojaščee Vremja in quanto contiene “segnali di svolgimento delle funzioni di agente straniero”. Il 5 dicembre 2017, il Ministero della Giustizia ha riconosciuto il canale televisivo Nastojaščee Vremja come un media "che svolge le funzioni di un agente straniero". I deputati della Duma di Stato propongono di chiudere il canale televisivo Nastojaščee Vremja, che ignora l'obbligo sull'etichettatura delle trasmissioni per i canali che hanno ricevuto lo status di "agente straniero".
Il 28 ottobre 2021, il sito Web del canale è stato bloccato in Bielorussia.

## Premi
Nel 2020, il programma Scheme del canale Nastojaščee Vremja ha ricevuto il Premio Free Press of Eastern Europe della tedesca Zeit-Stiftung e il norvegese Fritt Ord per il suo giornalismo investigativo e il norvegese Fritt Ord ("per la ricerca sulla corruzione e l'abuso di potere").